# Paul Cockshott

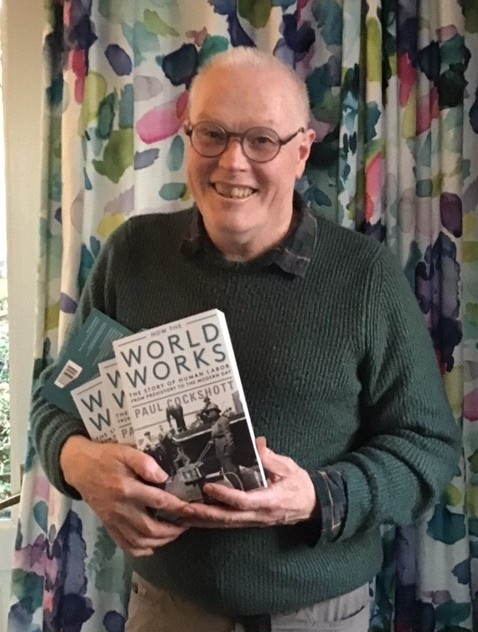
Paul Cockshott, 2020

William Paul Cockshott (* 16. März 1952) ist ein schottischer Informatiker, Kommunist und Hochschullehrer an der Universität Glasgow.

## Ausbildung
Cockshott erwarb 1974 seinen Bachelor of Arts in Wirtschaftswissenschaften an der Universität Manchester, 1976 seinen Master of Science der Informatik an der Heriot Watt University und promovierte 1982 im Fach Informatik an der Universität Edinburgh.

## Werdegang
Er hat Beiträge in den Bereichen Bildkompression, 3D-Fernsehen, Parallel-Compiler und Bildgebende Diagnostik geleistet, wurde aber einem breiteren Publikum bekannt durch seine Vorschläge im interdisziplinären Fachgebiet der Wirtschaftsrechnung im Sozialismus, vor allem als Co-Autor gemeinsam mit dem Wirtschaftswissenschaftler Allin Cottrell des Buches Towards a New Socialism, in dem sie den Einsatz der Kybernetik für eine effiziente und demokratische Planung einer komplexen sozialistischen Wirtschaft befürworten. Cockshott beschreibt in seinem neuesten Werk How the world works, dass mit Hilfe heutiger Computertechnik eine ganz neue Form einer Äquivalenzökonomie möglich ist: Käufe könnten mit Smartcards abgewickelt werden, die nicht durch Geld, sondern durch geleistete Arbeitszeit aufgeladen werden. Für eine Stunde Arbeitszeit könnten Güter gekauft werden, für deren Herstellung genau eine Stunde gearbeitet wurde.

## Politische Ansichten
In den 70er Jahren war Cockshott Mitglied der British and Irish Communist Organisation, jedoch konnten er und andere Mitglieder die Meinung der Organisation zur Rolle der Arbeiter im Betrieb nicht akzeptieren. Cockshott und mehrere andere Mitglieder der Organisation traten aus und gründeten eine neue Partei, die Communist Organisation in the British Isles. Während seines Promotionsstudiums in den 80er Jahren in Edinburgh wurde er zusammen mit der Informatikstudentin Muffy Calder von der Communist Party of Great Britain angeworben.

## Videos
- "Paul Cockshott - Towards a new Socialism (1/3)". Video produziert von Oliver Ressler über Paul Cockshott und sein Planungs-Wirtschaftssystem. Transkription von einem Video von O. Ressler, aufgenommen in Glasgow, GB, 25 min., 2006.